# Skorpiovenator
Skorpiovenator  ist eine Gattung theropoder Dinosaurier aus der Gruppe der Abelisauridae. Bisher ist ein einziges, aber gut erhaltenes und größtenteils vollständiges Skelett bekannt, das aus der frühen Oberkreide (mittleres Cenomanium) Argentiniens stammt. 
Skorpiovenator zählt damit zu den am vollständigsten überlieferten Abelisauriden. Dieser zweibeinige Fleischfresser wurde 2009 von Paläontologen um Juan Canale wissenschaftlich beschrieben; einzige Art ist S. bustingorryi.
Der Name Skorpiovenator (lat. skorpios – „Skorpion“, venator – „Jäger“) bedeutet so viel wie „Skorpionenjäger“. Die Forscher wählten diesen Namen, da sie während der Grabungsarbeiten zahlreiche Skorpione beobachten konnten. Der zweite Teil des Artnamens, bustingorryi, ehrt Manuel Bustingorry, dem Eigentümer der Farm, auf der das Skelett gefunden wurde.

## Merkmale

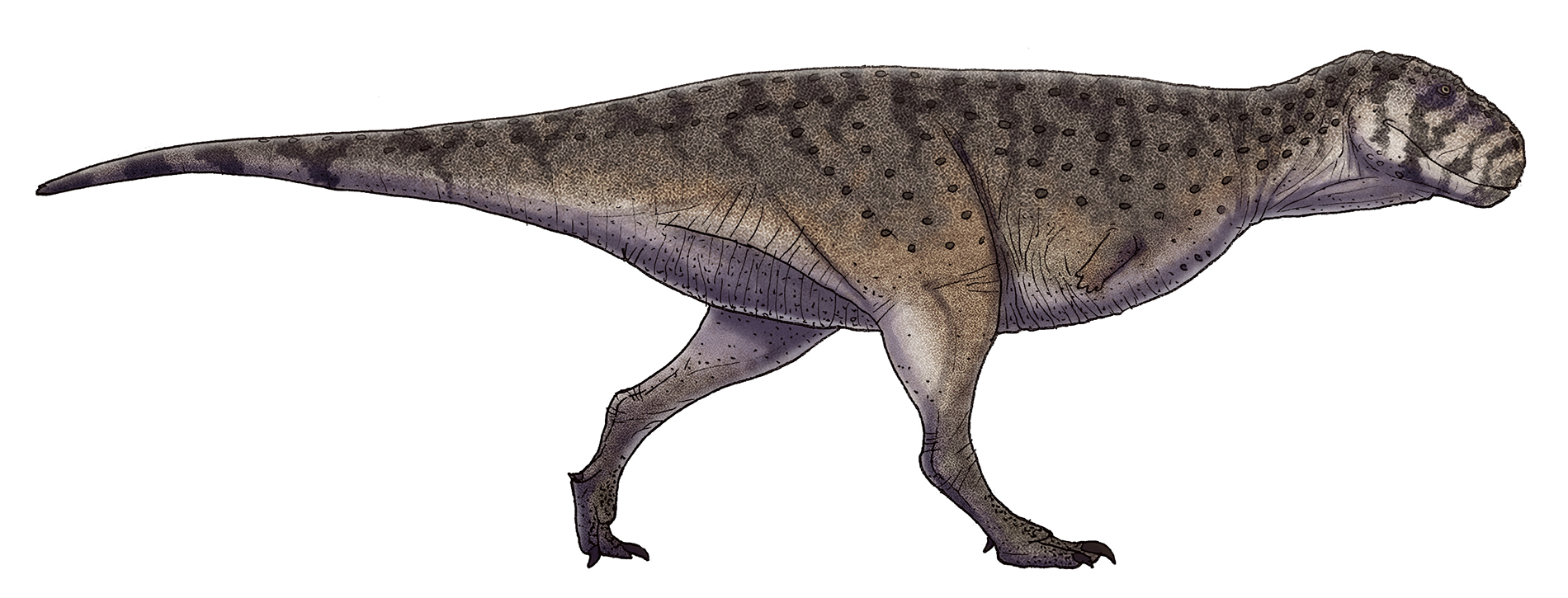
Künstlerische Lebendrekonstruktion

Das Skelett ist im anatomischen Verbund vorgefunden worden und misst eine Länge von 4,35 m, wobei das vollständige Skelett auf eine Länge von etwa 7,5 m rekonstruiert wird. Der Schädel war kurz, ähnlich wie bei Carnotaurus. 
Wie für Abelisauriden typisch wies er zahlreiche Ornamente wie kleine Kämme, Furchen und Tuberkel auf. Diese Gattung lässt sich durch eine Reihe von Schädelmerkmalen von anderen Abelisauriden abgrenzen. So wies beispielsweise der Oberkiefer 19 Zähne auf, mehr als bei anderen Gattungen.

## Systematik
Canale und Kollegen (2008) stellen eine neue Gruppe kurzschnäuziger Abelisauriden auf, die Brachyrostra, in der sie Skorpiovenator zusammen mit den Gattungen Carnotaurus, Aucasaurus, Ilokelesia und Ekrixinatosaurus einordnen. Eine kladistische Analyse dieser Forscher kommt zu dem Ergebnis, dass Skorpiovenator am nächsten mit Ekrixinatosaurus verwandt war.

## Fund und Paläobiologie
Das einzige Skelett (Holotyp, Exemplarnummer MMCH-PV 48) ist vollständig bis auf den Großteil der Arme und dem hinteren Abschnitt des Schwanzes. Der Schädel inklusive Unterkiefer ist nahezu vollständig erhalten. Der Fundort befindet sich 3 km nordwestlich von Villa El Chocón in der argentinischen Provinz Neuquén.
Das Skelett wurde aus fluviatilen Sandsteinen mit zwischengeschalteten Peliten geborgen, die zu den unteren Bereichen der Huincul-Formation gehören, einer Gesteinseinheit der Neuquén-Gruppe. Andere Großtheropoden dieser Formation waren der Carcharodontosauride Mapusaurus und der Abelisauride Ilokelesia.